# Yacht Club de France
O Yacht Club de France é um clube náutico privado francês com sede em Paris. Criado em 1867, durante o Segundo Império Francês, sob o Patrocínio Real do Imperador Napoleão III, a Société d'encouragement pour la navigation de plaisance recebeu no mesmo ano o título de Yacht Club de France. As atividades do clube dedicam-se à promoção da vela e à organização de regatas.
O clube está localizado na Avenue Foch (16.º arrondissement de Paris). Entre seus membros famosos, o clube incluía Júlio Verne, Jean-Baptiste Charcot, Virginie Hériot, Paul Chauchard, Jean Decazes, Éric Tabarly, Catherine Chabaud, Olivier de Kersauson, Franck Cammas, Michel Desjoyeaux etc.